# 美人龍湯
《美人龍湯》，2013年台灣偶像劇，是八大電視自製戲劇，由賀軍翔、大元、麻衣、陳乃榮、方文琳、李璇主演。2012年8月13日開鏡，2013年2月1日殺青，民視2013年1月27日上檔，八大綜合台2013年2月2日播出。本劇以泡湯文化為主題，描述三男兩女在一場美人湯與龍湯對決的慶典賽後，與上一代的恩怨情結糾發，彼此人生產生交集的過程，劇名取自戲中的龍湯及美人湯(劇中稱趙家溫泉會館)稱呼，合稱為美人龍湯。台灣OTT平台LiTV 線上影視全套上架。

## 播出時間
以下時間以當地時間（台灣時間）為準

### 首播
| 頻道                      | 所在地 | 播映日期       | 播放時間            |
| ------------------------- | ------ | -------------- | ------------------- |
| 民視 （民視HD台同步播出） | 臺灣   | 2013年1月27日  | 每週日22:00播出     |
| 八大綜合台                | 臺灣   | 2013年2月2日   | 每週六21:00播出     |
| 寰宇HD綜合台              | 臺灣   | 2013年2月23日  | 每週六21:00播出     |
| 新传媒U频道               | 新加坡 | 2013年3月9日   | 每週六21:00播出     |
| 煲劇1台                   | 香港   | 2013年10月3日  | 每週一至五19:00播出 |
| 洛城18.8台                | 美国   | 2014年9月      | 每週一至五11:00播出 |
| 高清翡翠台                | 香港   | 2015年10月19日 | 每週一至五07:00播出 |

### 重播
| 頻道         | 所在地 | 播映日期       | 播放時間                  |
| ------------ | ------ | -------------- | ------------------------- |
| 民視         | 臺灣   | 2013年2月3日   | 每週日12:30播出           |
| 八大綜合台   | 臺灣   | 2013年2月16日  | 每週六16:00播出           |
| 八大綜合台   | 臺灣   | 2013年2月17日  | 每週日02:00播出           |
| 寰宇HD綜合台 | 臺灣   | 2013年2月23日  | 每週日21:00播出           |
| 八大戲劇台   | 臺灣   | 2014年9月2日   | 每週二至六00:30-02:00播出 |
| 八大戲劇台   | 臺灣   | 2014年11日     | 每週二至六04:00-05:30播出 |
| 高清翡翠台   | 香港   | 2015年10月19日 | 每週一至五18:00播出       |
| 高清翡翠台   | 香港   | 2015年10月20日 | 每週二至六02:30播出       |

## 故事大綱
26年前，百年『龍湯』的年輕少爺龍守成與來台旅遊的日本少女美智子，因緣際會相愛後，卻因為門不當戶不對而被迫離異，龍守成帶著美智子生下的雙胞胎哥哥龍天賀在台灣安守百年家業，美智子則帶著弟弟龍天豪回到故鄉日本重新打拼，兩人各自扶養兒子長大成人，沒想到不同環境、不同教養導致兩兄弟性格迥異，哥哥龍天賀從小聰明冷血，起於他與龍守成相處有極深的隔閡，龍天賀封閉自己拒絕與外人溝通，導致他的個性高傲偏執，遠在日本的龍天豪則完全相反，美智子替他取了個日本名龍太，融入當地生活，龍太從小跟著母親在傳統魚市做生意，他不愛唸書功課不好，脾氣雖然火爆，對人卻非常善良熱情，一冷一熱的兩兄弟有著雙胞胎的心電感應，但他們並不知道彼此的存在，從小孱弱的龍天賀在18歲那年生了一場大病，龍守成到處尋訪名醫，希望能把天賀治癒，可是龍守成萬萬沒想到，當天賀找出病因遠赴國外治病的同時，美智子卻因勞累一病不起。
從小和母親相依為命的龍太（龍天豪）悲痛萬分，沒想到在整理美智子遺物時發現了龍守成的來信，以及當年美智子與龍守成的合照，龍太震驚自己原來還有親人在台，因為誤會龍守成遺棄他們母子，龍太懷著報復的心情帶著美智子的骨灰回到了台灣，結果卻陰錯陽差被眾人誤認成龍天賀，他在慶典中打敗了對手『美人湯』的趙人虎，導致趙人虎的妹妹趙人美依照約定必須到龍家幫傭一年，而龍太也被迫以天賀的身份的在溫泉村生活了下來。 一場看似和樂的慶典，改變了天賀、龍太以及人美三人未來的命運…

## 演員陣容

### 主要演員
| 演員   | 角色            | 粵語配音 | 介紹 | 登場集數      |
| 賀軍翔 | 龍天賀          | 黃啟昌   | 男，28歲。龍太的雙胞胎哥哥。從小天資聰穎，學習成績優異處處得獎卻體弱多病，個性孤僻難相處，講話常帶刺得罪周遭人。奶奶在世時對天賀疼愛有加，但卻過於溺愛養成天賀大少爺的個性，非常難伺候，常擺少爺的架子使喚老涂與阿潘。只認定奶奶是世界上唯一對他好的人，對奶奶以外的人都充滿敵意，連從小把他養大身為親生父親的龍守成也不例外，父子對立如仇人。雖對母親的無故拋棄懷恨不已，但心中卻比誰都更渴望母愛。從小個性陰鬱的龍天賀，個性有如時圓時缺的月亮，令人難以捉摸。他與如太陽般明亮的龍太，長相雖然一模一樣，但個性卻是一黑一白，截然不同。習慣用高傲掩飾自己，但其實龍天賀的心裡比任何人都還來得渴望溫暖。之後因病由父親好友金醫生帶往日本治病，治好病回龍湯後，天賀發現原本屬於自己的一切被龍太奪走，並從父親龍守成口中得知龍太是自己的攣生兄弟，但卻無法接受龍太，更對龍太假扮他奪走他的一切懷恨在心，開始耍手段對付龍太，甚至介入龍太與人美的感情，假扮龍太與人美約會，之後因周遭眾人誤會他設計陷害龍太而選擇跳海自殺，龍太不計前嫌跳海下去救他但卻昏迷不醒，天賀才放下仇恨並醒悟悔改，除拿回被人虎奪走的龍湯外，並與龍太和好，兄弟團聚，最後接掌龍湯，全心全意經營，並滿心期待弟弟龍太從日本回來的那天，兄弟能同心協力經營龍湯。 | 1-2,4,7,11-14 |
| 賀軍翔 | 龍太 （龍天豪） | 黃啟昌   | 男，28歲。龍天賀的雙胞胎弟弟。本名龍天豪的他，被母親帶去日本後改名龍太，高挺帥氣，開朗樂觀，在日本因喜歡打抱不平打架常常被母親美智子教訓。從小跟母親在日本長大，他是個很孝順的孩子，在日本魚市場幫母親美智子送貨顧攤，承攬所有家事，他相信自己多做一點，媽媽便可以少一份辛苦。但好景不常，相依為命的媽媽還是沒有撐下去，積勞成疾，因病過世，美智子的最後遺言是要他回去認祖歸宗，龍太這才知道自己本名是龍天豪，他的家在台灣溫泉村，名為龍湯，不僅有父親、還有個孿生哥哥，從日本帶母親骨灰返回到台灣的龍太，還沒和經營龍湯的父親相認，就被誤認成雙胞胎哥哥龍天賀。一場龍湯與趙家會館競賽的慶典，原本該由天賀上場，但天賀卻因病無法上場，還遠赴日本治病，龍太為了父親與龍湯，成為了龍天賀替身，不但在慶典中打敗代表趙家的趙人虎，也陰錯陽差被眾人認為是龍天賀，原本想回日本的龍太，在父親的懇託之下，成為天賀替身經營龍家百年湯屋，但他真正想的是做龍太自己而不是龍天賀替身，為此常矛盾不已。與想奪取龍湯並誤認他是龍天賀的趙人虎對立，卻愛上來龍湯幫傭的趙人虎妹妹趙人美，天賀回龍湯後，龍太認為人美喜歡的本來就是天賀而不是他，他只不過是替身，因而選擇退出與人美的感情，但卻無法放下。之後救起跳海自殺的哥哥天賀，自己卻陷入昏迷，原本被醫生判定可能成為植物人，但靠人美的努力呼喚奇蹟醒來，龍太重新接受了人美的感情。並與天賀兩人心結解開，兄弟團聚。最後回到日本幫助溫子父親經營魚市場，並與完成跳舞夢想的人美在一起。 | 全劇          |
| 大元   | 趙人美          | 陳皓宜   | 女，23歲。因為奶奶的愛之深責之切，讓人美從小很自卑，也因愛吃東西紓壓而變成小胖妹。暗戀龍天賀已久卻一直遭龍天賀鄙視，常對她惡言相向，讓她無地自容，但還是一直暗戀著龍天賀。媽媽是芭蕾舞蹈家，在耳濡目染薰淘下，人美從小的夢想就是跟媽媽一樣當芭蕾舞者，但奶奶因誤信人虎的謊言，認定自己兒子是因去接送當舞者的媳婦而車禍身亡，於是百般阻擾人美去當舞者，也因此人美遲遲無法完成夢想，身為美人湯屋的趙家么女，個性善良敦厚，卻因為不夠漂亮又是個小胖妹，天天被奶奶奚落，自卑的一直活在想要得到肯定卻又不知道自己人生該走向何處的茫然裡。直到因為賭注來到龍湯幫傭認識了龍太，因龍太與天賀長得一模一樣，誤會他是天賀，那個從小暗戀的天賀竟然和她印象中的很不一樣，不一樣到她的人生也跟著起了改變，這個因為壓力而吃腫的胖妹認真瘦身變身窈窕美人，從小沒人罩的日子開始有了人力挺，之後阿姨凱特來台灣找她，並告知人美美國舞團徵選舞者的訊息，她的夢想也漸漸被龍太鼓勵而邁出第一步，但與龍太的感情起伏波折，誤認龍太就是自己暗戀的龍天賀並與之交往，在她被美國舞團徵選入圍後，天賀治完病從日本回來，人美才發現原來先前交往的是龍太而不是自己暗戀的龍天賀，也曾一度懷疑自己愛的到底是天賀還是龍太，之後龍太為救天賀昏迷不醒，人美才真正體會到自己愛的人是龍太，用真愛的力量喚醒昏迷許久的龍太，並在甦醒後的龍太鼓勵之下，去美國完成跳舞的夢想，最後去日本與龍太在一起。                                                             | 全劇          |
| 陳乃榮 | 趙人虎          | 周倚天   | 男，28歲。外貌才華出眾，學生時代結束後出國進修，回國後接手趙家「美人湯」成為總經理；從小備受奶奶寵愛，養成了霸道不可一世的性格。小時候因父親打他一巴掌，賭氣跑到山上，父母親心急開車去山裡找尋帶著人美到山上的人虎，卻不幸發生車禍身亡，人虎把一切責任推到人美身上，也讓人美背負害死親生父母的黑鍋，長年自責不已。與天賀是大學同班同學，但天賀在學業表現總是在他之上，讓他心中充滿妒忌，之後天賀更把人虎暗戀的學妹追走，開始對天賀不滿，又發現天賀對他暗戀的學妹始亂終棄，至此對天賀恨意正式爆發，天賀儼然成了人虎的頭號敵人。下定決心要對天賀復仇。之後誤認龍太為龍天賀，把對天賀的復仇方式用在龍太身上，兩人對立許久。更因奶奶在小時候對他說的一句氣話，費盡心思要把龍湯變成趙家旗下事業，心裡充滿仇恨，直到認識從日本來找龍太的溫子後，人生才注入了愛情的滋養，對她展開熱烈追求，但溫子的心始終在龍太身上，令他相當失望。之後用計策將龍湯奪走，但因太過沉迷股票，差一點把趙家溫泉全部輸掉，所幸有天賀告知奶奶把人虎的投資事先止付，救了趙家，才放下對天賀的仇恨，並把龍湯還給天賀，經此教訓的人虎，洗心革面，除對妹妹人美認錯外，不但不再跟龍湯搶客戶對立，更會把龍湯的美食介紹給自己家的客戶去體驗，之後從龍太口中得知溫子已愛上他，在事業與愛情皆有成的人虎，擺脫仇恨，終於找回屬於自己真心的笑容。 | 全劇          |
| 麻衣   | 北野溫子        | 凌晞     | 女，24歲。深受父親呵護的日本小女生，聰明漂亮，個性直率豪邁，非常自信帥氣，勇於追逐自己的夢想。一直喜歡著青梅竹馬的龍太。她個性犀利、做事果斷阿莎力，骨子裡是個非常善良柔軟的女孩，在得知龍太回到龍湯頂替哥哥重振旅館後，她為愛千里迢迢從日本追來，卻發現龍太已愛上別人，再也容不下自己，之後因緣際會認識趙人虎，原本對他不屑一顧，但卻因人虎不死心的熱烈追求而心動。最後終於體會到自己對龍太的感情只是兄妹之情，回去了日本，但也愛上了猛烈追求她的人虎。 | 1-2,4-8,10-13 |

### 其他演員
| 演員   | 角色       | 粵語配音 | 介紹 | 登場集數   |
| 雷洪   | 龍守成     | 朱子聰   | 男，56歲。天賀與龍太兩兄弟的親生父親，也是守護龍家百年湯屋的主人，年輕時與來台的日本女孩美智子相識相戀有了愛的結晶，但母親無法接受美智子並逼他要與美智子分開，之後美智子留下天賀卻帶著龍太遠走日本，多年來龍守成除扶養天賀外，也不斷找尋不告而別的美智子母子，卻始終不得音訊，之後好不容易由徵信社得知美智子母子日本定居所在地，寫信欲找回美智子全家團聚，在龍太帶母親骨灰回龍湯後才得知美智子因病身亡，導致龍守成對自己懦弱聽信母親的話讓美智子離開甚至因病去世而一直無法原諒自己，常常會去櫻花樹下找埋在樹下的美智子訴說心事，最後在天賀與龍太兩兄弟相認後，將龍湯交給天賀經營後退休。                                                       | 1-10       |
| 王中平 | 老         | 張錦江   | 男，40歲。20幾年來對龍守成忠心耿耿，長年守候身邊當僕人，心地善良，喜歡同在龍湯當僕人的阿潘，卻不敢表達愛意。 | 1-10       |
| 嚴藝文 | 阿潘       | 謝潔貞   | 女，38歲。在龍家湯屋廚房工作、跟老涂兩人是龍守成忠心耿耿的僕人，兩人也因長年守候龍湯當僕人日久生情，但曖昧不明。身為單親媽媽獨力扶養兒子，但最擔心卻是老是闖禍的兒子。 | 1-10       |
| 李璇   | 曾美人     | 黃麗芳   | 女，70歲。年輕榮獲「溫泉村溫泉美人」讚譽，丈夫過世後接手趙家溫泉會館，取名美人湯，經營有成，叱吒溫泉村。其性格嘴硬心軟，重男輕女，除栽培兒子當接班人外，也非常疼愛身為孫子的人虎，之後兒子因車禍去世，便把人虎栽培成溫泉接班人，但卻誤信人虎的謊言，認為兒子是因為要開車去接練舞蹈的媳婦才車禍身亡，雖然媳婦也跟兒子因這場車禍一同身亡，還是對於媳婦當舞者一事不能諒解，也把恨意注入在想當舞者的孫女人美身上，不但處處阻止人美練舞，且對人美較苛刻。更在人虎面前說氣話龍湯是趙家的土地，讓人虎千方百計想奪回龍湯，間接導致人虎充滿恨意的性格，最後從人虎口中得知所有一切問題均是她這一句氣話引起。自責不已，將美人湯經營權完整交給人虎後退休。 | 1,10       |
| 方文琳 | 加藤美智子 | 沈小蘭   | 天賀及龍太兩兄弟的親生母親。日本人，個性溫柔，和藹可親。年輕時來台認識龍湯負責人龍守成，兩人相戀私定終生也有了愛的結晶，卻不被守成母親接受，不忍龍守成一直遭受母親壓力，在生下雙胞胎兒子後，留下天賀給龍守成並帶著龍太遠走日本，但對天賀念念不忘，也因為要扶養龍太身體長年勞累，不幸因病早逝。骨灰被龍太帶回龍湯，埋於自己生前最喜歡的櫻花樹下。死後仍一直守護著天賀與龍太兩兄弟，不但會出現鼓勵龍太，並曾出現天賀的夢中與天賀母子相認，母愛之情仍存於兄弟倆周遭，是非常偉大的母親。 | 1,12       |
| 羅北安 | 北野健二   | 陳永信   | 日本當地魚市場主委，年輕時喪妻，獨力扶養女兒。好打抱不平，喜歡來日本生活的美智子，在她面前如情竇初開的小男生一般，害羞不已。對龍太如親生兒子般照顧，並寵愛唯一女兒北野溫子。 | 1,9-10     |
| 宋新妮 | 小香       | 林芷筠   | 原本是酒店女郎，渾渾噩噩生活。受人美鼓勵進入龍湯，之後開設滷味店當老闆娘，重新找回新人生。 | 7-12,14    |
| 翁瑞迪 | 阿倫       | 胡家豪   | 小混混，為龍湯傭人阿潘的親生兒子，好逸惡勞，原本與阿翔兩人找龍太及龍湯麻煩，卻被龍太的真性情感化，追隨在龍太身邊，之後幫忙小香經營滷味店。 | 1-2,7,9-12 |
| 張皓明 | 阿翔       | 陳卓智   | 小混混，無所事事，與阿倫兩人偷拐搶騙樣樣來，與阿倫同被龍太的真性情感化，追隨龍太身邊，之後也與阿倫到小香的滷味店幫忙。 | 1,7,9-12   |
| 蘇品杰 | 小人虎     | 黃玉娟   | 小時候的趙人虎。 | 2,12       |

### 客串演出
| 演員   | 角色               | 粵語配音 | 介紹 | 登場集數  |
| 金士傑 | 金醫師             | 黃子敬   | 醫師，與龍守成是多年朋友，帶天賀去日本治好天賀的病。                                                                                               | 1, 13, 14 |
| 祝釩剛 | 趙人虎、趙人美生父 | －       | 趙家奶奶的兒子，原本是趙家溫泉會館的接班人，因兒子人虎亂說話打了人虎一巴掌，人虎賭氣帶人美跑入山中，與妻子兩人開車入山尋找，途中不幸發生車禍死亡。 | 2,4       |
| 樂樂   | 小人美             | 陳皓宜   | 小時候的趙人美。 | 4, 14     |
| 庭萱   | 學妹               | －       | 趙人虎大學時代的暗戀對象，卻被龍天賀追求成功後始亂終棄。                                                                                           | 5         |

## 電視劇歌曲
| 曲別   | 歌名               | 演唱者    | 作詞   | 作曲            |
| 片頭曲 | 好想變蘋果         | Popu Lady | 夏鳶   | 苗長青          |
| 片尾曲 | 被忘錄             | 炎亞綸    | 陳信延 | 張簡君偉        |
| 插曲   | 同種異類           | 陳乃榮    | 陳乃榮 | 陳乃榮          |
| 插曲   | 覺醒               | 陳乃榮    | 陳乃榮 | 陳乃榮          |
| 插曲   | 一個人的那卡西     | 陳乃榮    | 陳乃榮 | 陳乃榮          |
| 插曲   | 為你做的最後一件事 | 陳乃榮    | 陳乃榮 | 陳乃榮          |
| 插曲   | 長大               | 陳乃榮    | 陳乃榮 | 陳乃榮          |
| 插曲   | 光芒               | 陳乃榮    | 陳乃榮 | 陳乃榮          |
| 插曲   | 狼狽               | 陳乃榮    | 徐世珍 | 陳乃榮          |
| 插曲   | 對了，我錯了       | 王儷婷    | 林夕   | 仔仔(Will Peng) |
| 插曲   | 這樣的幸福剛剛好   | Popu Lady | 夏鳶   | 張覺隆          |
| 插曲   | 我們結婚吧         | 宋新妮    | 宋新妮 | 宋新妮          |

## 拍攝場景
- 陽明山天籟溫泉會館
- 金山區溫泉會勘
- 新北市立三民高級中學
- 新北市平溪區太子賓館
- 平溪區平溪招待所
- 瑞芳區黃金博物館
- 中和區國立中央圖書館台灣分館

## 製作團隊
- 製作人：馬宜中 廖健行
- 編　劇：溫郁芳
- 導　演：王傳宗
- 動作導演:張崇玹
- 製作公司：馬菲影視有限公司
- 贊助單位：

## 收視率
| 2013年1月27日                             | 01 | 1.14 | 2 | 首播       |
| 2013年2月3日                              | 02 | 1.13 | 2 |            |
| 2013年2月10日因農曆春節假期，暫停播出一次 |    |      |   |            |
| 2013年2月17日                             | 03 | 1.05 | 2 |            |
| 2013年2月24日                             | 04 | 1.09 | 2 |            |
| 2013年3月3日                              | 05 | 0.98 | 2 |            |
| 2013年3月10日                             | 06 | 1.16 | 2 |            |
| 2013年3月17日                             | 07 | 1.13 | 2 |            |
| 2013年3月24日                             | 08 | 1.01 | 2 |            |
| 2013年3月31日                             | 09 | 1.21 | 2 |            |
| 2013年4月7日                              | 10 | 1.11 | 2 |            |
| 2013年4月14日                             | 11 | 1.05 | 2 |            |
| 2013年4月21日                             | 12 | 1.18 | 2 |            |
| 2013年4月28日                             | 13 | 1.13 | 2 |            |
| 2013年5月5日                              | 14 | 1.11 | 2 | 感動最終回 |
| 平均收視                                  |    | 1.11 | 2 |            |

- 同時段節目：中視《白色之戀 / 借用一下你的愛》、華視《愛情睡醒了 / K歌·情人·夢》、台視《金大花的華麗冒險》
- 資料來源：中時娛樂

## 新聞
- 大元挾E奶進軍偶像劇　化身胖妹談情賀軍翔
- 嚓15公分 大元落髮好心痛[永久]
- 大元「美人龍湯」演胖妹 賀小美要求：「再瘦點！」 （页面存档备份，存于）
- 賀軍翔跳海 姿勢被笑像超級瑪利

## 外部連結
- 民視《美人龍湯》官方網站
- 八大《美人龍湯》官方網站
- 無綫電視《美人龍湯》官方網站 （页面存档备份，存于）
- 《美人龍湯》官方Facebook （页面存档备份，存于）

## 作品的變遷
| 臺灣 民視無線台、民視HD台 週日 22:00 - 23:30 | 臺灣 民視無線台、民視HD台 週日 22:00 - 23:30 | 臺灣 民視無線台、民視HD台 週日 22:00 - 23:30 |
| -------------------------------------------- | -------------------------------------------- | -------------------------------------------- |
|                                              | 美人龍湯 （2013.01.27 - 2013.05.05）         |                                              |
| S.O.P女王 （2012.10.14 - 2013.01.20）        | 原來是美男 （2013.05.12 - 2013.08.04）       |                                              |

| 臺灣 八大綜合台 週六 21:00 - 22:30    | 臺灣 八大綜合台 週六 21:00 - 22:30    | 臺灣 八大綜合台 週六 21:00 - 22:30 |
| ------------------------------------- | ------------------------------------- | ---------------------------------- |
|                                       | 美人龍湯 （2013.02.02 - 2013.05.11）  |                                    |
| S.O.P女王 （2012.10.20 - 2013.01.26） | 原來是美男 （2013.05.18 -2013.08.10） |                                    |

| 臺灣 中華電信MOD 寰宇HD綜合台 週六 21:00 - 22:30 | 臺灣 中華電信MOD 寰宇HD綜合台 週六 21:00 - 22:30 | 臺灣 中華電信MOD 寰宇HD綜合台 週六 21:00 - 22:30 |
| ------------------------------------------------ | ------------------------------------------------ | ------------------------------------------------ |
|                                                  | 美人龍湯 （2013.02.23 - 2013.05.25）             |                                                  |
| S.O.P女王 （2012.11.10 - 2013.02.16）            | -                                                |                                                  |

| 新加坡 新传媒U频道 星期六 21:00 - 23:00 | 新加坡 新传媒U频道 星期六 21:00 - 23:00 | 新加坡 新传媒U频道 星期六 21:00 - 23:00 |
| --------------------------------------- | --------------------------------------- | --------------------------------------- |
|                                         | 美人龍湯 （2013.03.09 - 2013.05.11）    |                                         |
| S.O.P女王 （2012.10.13 - 2013.03.02）   | 原來是美男 （2013.05.18 - 2013.08.10）  |                                         |

| 香港 無綫網路電視煲劇1台 星期一至五 14:00-14:45及19:00-20:00       | 香港 無綫網路電視煲劇1台 星期一至五 14:00-14:45及19:00-20:00 | 香港 無綫網路電視煲劇1台 星期一至五 14:00-14:45及19:00-20:00 |
| ------------------------------------------------------------------ | ------------------------------------------------------------ | ------------------------------------------------------------ |
|                                                                    | 美人龍湯 （2013.10.03 - 2013.11.01）                         |                                                              |
| 我，租了一個情人 （2013.08.21 - 2013.10.02）                       | 金大花的華麗冒險 （2013.11.04 - 2013.12.17）                 |                                                              |
| 香港 高清翡翠台 星期一至五 日日好戲場 07:00 - 08:00及18:00 - 19:00 |                                                              |                                                              |
| 失戀33天（配音版） （2015.09.09 - 2015.10.16）                     | 美人龍湯 （2015.10.19 - 2015.11.17）                         | 你照亮我星球 （2015.11.18 - 2015.12.30）                     |